# Marcel R. Tremblay
Pour l’article homonyme, voir Tremblay.
Marcel Rosaire Tremblay (né le 30 mars 1943 à L'Ange-Gardien et mort le 21 avril 2021 à Sainte-Anne-de-Beaupré) est un comptable, expert-conseil en administration privée et homme politique fédéral du Québec.

## Biographie
Né à L'Ange-Gardien dans la région de la Capitale-Nationale, il devient député du Parti progressiste-conservateur du Canada dans la circonscription fédérale de Québec-Est en 1984. Réélu en 1988, il fut défait par le bloquiste Jean-Paul Marchand en 1993.
Marcel R Tremblay a obtenu, en 1966, un baccalauréat en sciences commerciales (B.Sc.C.) de l'Université Laval à Québec. De plus, il a eu le privilège de compléter des stages de formation à l'Université de la Sorbonne à Paris et à celle de Ljubljana en Yougoslavie. En 1967, il a obtenu une maîtrise en sciences comptables (M.SC.C.), également de l'Université Laval. 

## Activités professionnelles
À la fin de ses études à l'Université Laval en 1967, Marcel R. Tremblay commence sa carrière dans le secteur de la vérification et comme conseiller en administration chez Price Waterhouse à Montréal, puis à Québec. 
Il fut par la suite membre cofondateur et actionnaire du Groupe Solaris, une entreprise spécialisée en portes et fenêtres. Il a poursuivi sa carrière dans l'industrie, d'abord en tant que directeur des finances et contrôleur du Centre de recherche industrielle du Québec (CRIQ); par la suite, il est devenu vice-président directeur-général d'une entreprise manufacturière.
En 1994, afin de se rapprocher de sa famille, il revient à Québec pour fonder son propre centre de développement des affaires, de fusion et d'acquisitions d'entreprises, d'alliances stratégiques et de financement privé, sous la raison sociale Le Groupe Marcel R. Tremblay Inc. Des réalisations importantes furent conclues avec succès au profit de sa clientèle, acheteurs comme vendeurs, notamment dans le secteur agricole et minier, de la fabrication et de la distribution, des grossistes, des services professionnels et du financement. 
À travers les années, il a agi comme conseiller auprès de certains gouvernements et de sociétés en Amérique du Sud, en Europe et en Afrique. Enfin, il conseille la direction de la firme Trust Æterna spécialisée en développement des affaires, et agit également à titre de conseiller spécial sénior pour STS Capital et Hill & Knowlton.

## Carrière politique
Dans une carrière de 35 ans comme professionnel et homme d'affaires, s'est intercalé un engagement en politique. Élu en 1984, et réélu en 1988 comme député du parti Progressiste-Conservateur, il a occupé plusieurs fonctions importantes à la Chambre des communes du Canada.
Durant ses deux mandats à titre de député à la Chambre des communes à Ottawa, Marcel R. Tremblay occupa plusieurs fonctions dont celles de secrétaire du ministre d'État à la Condition physique et au Sport amateur et du ministre d'État à la Jeunesse, secrétaire parlementaire du vice-premier ministre, du ministre des Finances, du président du Conseil privé, du vice-leader du gouvernement, du ministre de la Justice et du procureur général du Canada et de whip adjoint principal et président du caucus des députés de la grande région de Québec.
Il a été coprésident de la Commission sur la réforme du Sénat et membre du Comité permanent de la gestion de la Chambre des communes. Aussi, il fut membre de plusieurs comités parlementaires: Canada-Europe, Canada-Japon, Canada-États-Unis et Canada-Chine. Il a participé à plusieurs missions économiques et politiques entre autres en Allemagne, à Bruxelles, à Moscou, en Nouvelle-Zélande, aux Pays-Bas et à Taïwan.
Enfin, il fut représentant du gouvernement canadien auprès de l'ONU, de l'OTAN et de l'OCDE.

## Engagement communautaire
Monsieur Tremblay a siégé pendant plusieurs années au Comité exécutif et au Conseil d'administration de la Chambre de commerce et d'industrie du Québec métropolitain, en plus de siéger au bureau de direction et de faire partie de plusieurs comités de la Chambre. 
Il est actif au sein de plusieurs organismes sociaux du Québec, notamment de la Société Grand Village, à titre de vice-président et le Club Rotary de Québec dont il a été le président pour l’exercice de 1997-1998. En 2003 et en 2010, la Fondation Rotary lui a décerné le titre de "Paul Harris Fellow" en reconnaissance de son aide généreuse et de son soutien. En 2016, le Club Rotary de Québec lui décerna une reconnaissance pour son engagement continu envers son club et les idéaux du Rotary.  
Il a siégé sur le conseil d'administration du Cégep Limoilou ; il fut également secrétaire de la Fondation québécoise du patrimoine et du Conseil des monuments et sites du Québec. Il a été vice-président des Fêtes du Canada à Québec, il a été président de la Commission de crédit de la Caisse populaire de Charlesbourg et a siégé sur le Comité exécutif et sur le Conseil d'administration de Technopôle - Défense et sécurité. Il est président du Conseil d'administration de la Corporation Iledor et également de 9385-9619 Québec Inc. Il est ex-président du conseil administratif de la société Le Ballet du Québec. Il agit comme conseiller sénior auprès de Matica Entreprises Inc. (GRF) et agit également comme consul honoraire de la République de Côte d'Ivoire à Québec.